# Каплиця святої Магдалини (Новосілка)
Каплиця святої Магдалини в Новосілці — культова споруда, пам'ятка архітектури місцевого значення в селі Новосілці Заліщицької громади Чортківського району Тернопільської области України.

## Відомості
Споруджена в ніч з 3-го на 4-те серпня 1770 р., освячена зранку о. Павлом Нестеровичом. Такий поспіх зумовлений тим, що в той час селом ширилася чума, і одній жительці села приснився віщий сон: якщо за одну ніч побудують капличку, то епідемія чуми, зупиниться. Тоді сталось чудо, сон справдився і хвороба припинила розповсюджуватися.
У 1952 р. святиню зруйновано. У 2002 р. на старому місці збудували нову капличку, яку освятив 4 серпня того ж року о. Іван Войгович.